# 2076
2076 هي سنة قادمة في التقويم الميلادي ستكون سنة بسيطة تبدأ يوم الأربعاء وهي السنة 76 من الألفية الميلادية الثالثة وسنة من سنوات القرن الحادي والعشرين